# مسجل فيديو رقمي

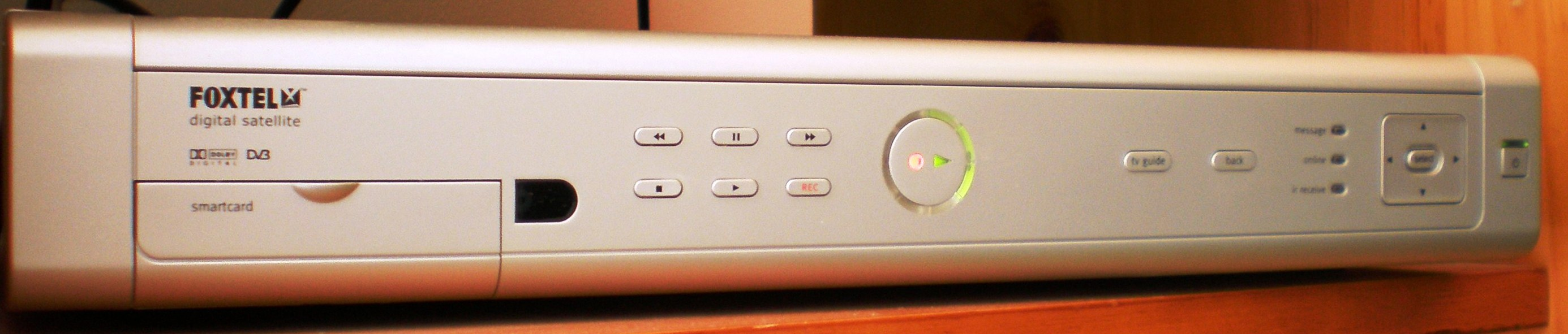
معدل الذكاء، ويبلغ مجموع تسجيل الفيديو الرقمي وجهاز استقبال الأقمار الصناعية.

مسجل الفيديو الرقمي (DVR) أو مسجل الفيديو الشخصي  (PVR) هو جهاز الفيديو الذي يسجل البيانات رقمياً على أقراص أو غيرها من الذاكرة المتوسطة داخل الجهاز. ويشمل هذا المصطلح مجموعة صناديق قائمة بذاتها، مشغلات الوسائط المحمولة (PMP)، وبرمجيات لأجهزة الكمبيوتر الشخصية التي تتيح التقاط مقاطع فيديو وتشغيلها من وإلى القرص. وقد بدأ بعض مصنعي الإلكترونيات الاستهلاكية بعرض للتلفزيونات مع (أجهزة مسجل الفيديو الرقمي) والبرمجيات التي بنيت للتلفزيون في حد ذاته؛ إل جي أول من أطلق واحدا عام 2007. وتجمع كاميرا الفيديو الرقمية بين كاميرا ومسجل فيديو رقمي. كما تحتوي الهواتف المحمولة غالباً على كاميرا فضلاً عن إمكانية معظم أنواعها على تسجيل الفيديو الرقمي.

## التاريخ

### مسجلات الفيديو المعتمدة على القرص الثابت

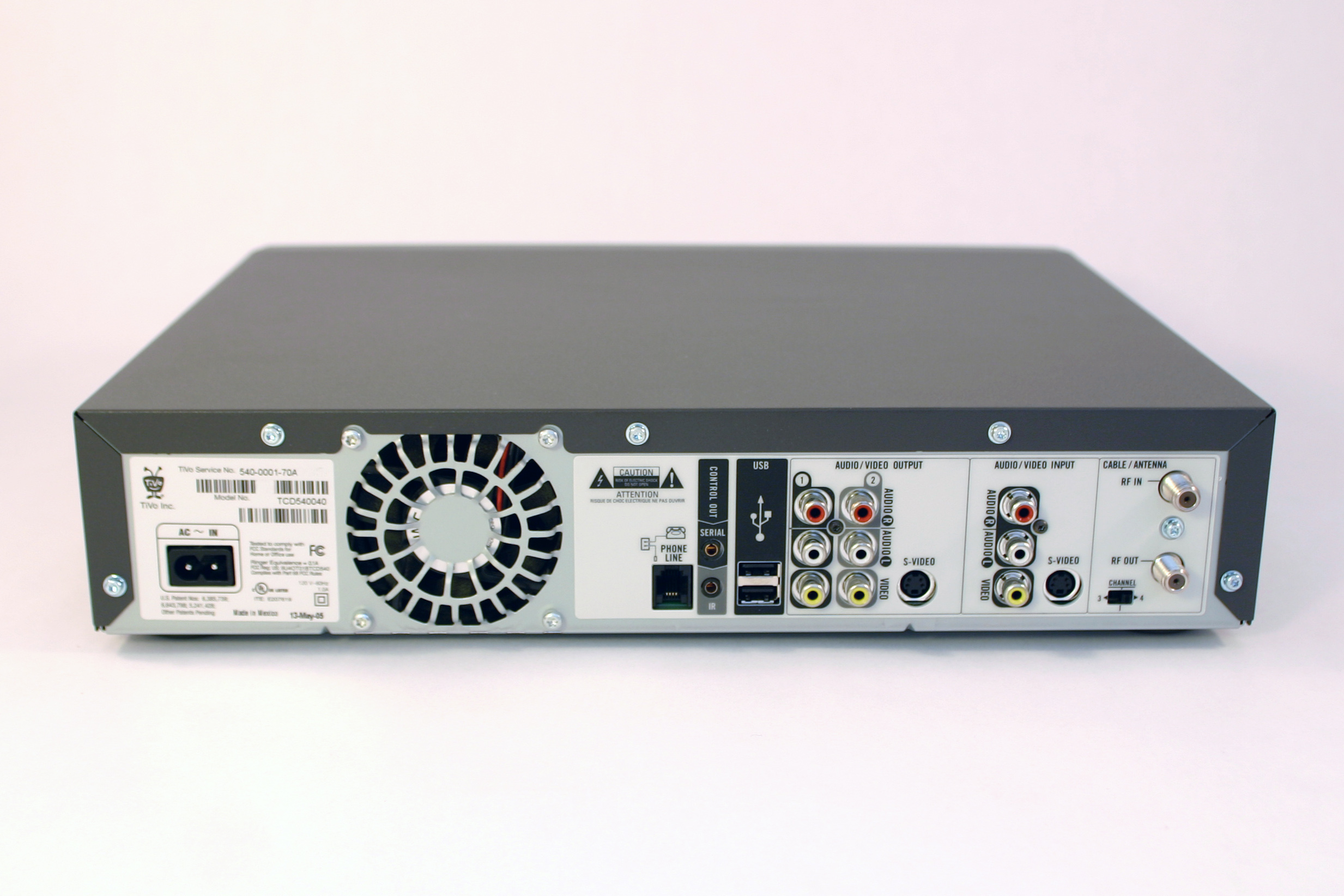
مرة أخرى نظراً لوجود تيفو Series2 5xx وحدة توليد.

مبكرا أطلق مستهلكى مسجلات الفيديو الرقمي، اعادة تشغيل التلفزيون وتيفو، عام 1998 في معرض الكترونيات المستهلك في لاس فيغاس. كما أنشأت مايكروسوفت وحدة مع كفاءة مسجل الفيديو الرقمى لكن توافر القدرة التجارية من هذا البرنامج سوف يتعين عليها الانتظار حتى نهاية عام 1999 لملامح مسجل الفيديو الرقمي الكاملة في شبكة طبق أجهزة الاستقبال ديش بلاير. شحنت تيفو وحداتها الأولى في 31 مارس عام 1999، وحتى هذا اليوم يوم الجمعة الأخير في آذار / مارس يحتفل به باعتباره عيد الشركة المعروف باسم 'القمر الأزرق'. على الرغم من فوز ريبلاي تي في بجائزة «أفضل عرض» في فئة الفيديو  مع مؤسس نتسكيب المشارك مارك آندرسن كمستثمر في وقت مبكر ، وعضو مجلس الإدارة، كان تيفو الذي وصل إلى قدر أكبر من النجاح التجاري. في حين اجبرت مبكرا شركات وسائط الإعلام بالإجراءات القانونية ريبيلاي تي في لإزالة العديد من الميزات مثل تخطي التلقائية التجارية وتبادل التسجيلات عبر الإنترنت ، واستعادت أحدث الأجهزة باطراد هذه الوظائف في حين إضافة قدرات مكملة، مثل التسجيل على دي في دي والبرمجة ومرافق التحكم عن بعد باستخدام أجهزة المساعد الرقمي الشخصي وأجهزة الكمبيوتر الشبكية، ومتصفحات الويب. تقلصت تسمية مسجل الفيديو الشخصي بشكل كامل تقريبا إلى الإهمال في وسائل اعلام التجارة الأخبارية الأمريكية (أنها لا تزال تستخدم في المملكة المتحدة وجنوب أفريقيا) لصالح أكثر شعبية واصف مسجل الفيديو الرقمي. واسم مسجل الفيديو الشخصي في الحقيقة لم يستقر بعد، على الرغم من استخدامه لم يختف تماما. اعتبارا من 29 ديسمبر، 2008، ارمسترونغ كبل لا يزال يستخدم مصطلحات مسجل الفيديو الشخصي.[بحاجة لمصدر]
القرص الثابت المرتكز علي مسجل الفيديو الرقمي جعل ميزة «الوقت المتنقل» أكثر ملاءمة (تقليديا الذي قام به جهاز فيديو)، وكذلك السماح ل «أوضاع الخدعة» مثل توقف البث التلفزيوني المباشر والإعادة الفورية للمشاهد المثيرة للاهتمام، حيث تطارد تشغيل التسجيل الذي يمكن أن يكون شوهد قبل أنتهائه، وتخطي الإعلانات. معظم مسجلات الفيديو الرقمية تستخدم تنسيق (MPEG) لضغط إشارات الفيديو الرقمية. عندما يكون هناك تسجيل الوقت المتبقي الذي يمكن أن تقوم غالبا ما يشار إليه ب «الائتمان في المستقبل» أو «السلطة». [بحاجة لمصدر] على الرغم من تطلعات الزبائن، لا يستطيع المرء شراء المزيد من «الائتمان في المستقبل» من مزود الخدمة.
مسجلات الفيديو الرقمية المرتبطة بخدمة الفيديو
في المجال الاقتصادي الموحد لعام 1999، وبعد ذلك أظهرت شبكة الطبق الأجهزة التي لديها قدرة مسجل الفيديو الرقمي بمساعدة من برامج مايكروسوفت. وكان يتعين علي المستخدمين الانتظار حتى حزيران / يونيو 1999 لوقت بسيط لتحويل القدرات في 7100، وتصنف كديش بلاير لاستقبال الأقمار الصناعية، والذي تضمن أيضا إنترنت وشبكات تلفزيون. وبحلول نهاية عام 1999، أصبح لدي ديش بلاير قدرات مسجل الفيديو الرقمى الكاملة خلال عام واحد، وبيعت أكثر من 200,000 وحدة.
في المملكة المتحدة، مسجلات الفيديو الرقمية غالبا ما يشار إليها على أنها «مربعات اضافية» (مثل شبكة بي. محطة سكاي + ووسائل الإعلام فيرجين قي + الذي يجمع بين قدرة (HD) والاشتراك مجانا في فري فيو وفري سات). أسواق الإذاعة البريطانية سكاي جمعت (EPG)و مسجل الفيديو الرقمي كما فيسكاي +. أطلقت تيفو نموذج المملكة المتحدة في عام 2000، وحينما لم يعد يباع لا تزال خدمة الاشتراك قائمة. تستند جنوب أفريقيا على فضائيات أفريقيا اتى ترسل اشعة متعددة أطلقت مؤخرا على مسجل الفيدي الرقمي الذي يتوفر على منصة دي أي تي في. بالإضافة إلى إعادة تشغيل التلفزيون وتيفو، هناك عدد من الموردين الآخرين لمسجل الفيديو الرقمى الأرضي (DTT)، بما في ذلك طومسون، توبفيلد، فيوجن، بيس التكنولوجيا المتناهية الصغر، وهيوماكس واى سى ريان بلايون.
العديد من الأقمار الصناعية والكابلات وشركات البث التلفزيوني عبر الانترنت يدمجو وظائف مسجل الفيديو الرقمي في صلب جهاز فك التشفير، مثل مع دايرك تيفو وديش بلاير/طبق مسجل الفيديو الرقمي ومستكشف اتلانتاالعلم8XXX من تايم وارنر، من إجمالي مسجل الفيديو الرقمى الرئيسي AT&T U، وموتورولا 6xx من كوم كاست، مركز وسائل الإعلام موكسي من قبل ديجو (متاحة من خلال ميثاق الأمم المتحدة، أدلفيا، عباد الشمس، بيند النطاق العريض، وكوم كاست قريبا وغيرها من شركات الكابل)، أو سكاى. استرو قدمت نظام مسجل الفيديو الرقمي الخاص بها، ويسمي استرو ماكس، الذي كان أول مسجل فيديو شخصي في ماليزيا. للأسف، كان على مراحل من ذلك بعد عامين من عرضه.
في حالة التلفزيون الرقمي، لا يوجد أي ترميز ضرورى في مسجل الفيديو الرقمي من خلال إشارة ترميز رقميا بالفعل تتدفق (MPEG). ومسجل الفيديو الرقمي هو ببساطة يخزن التيار الرقمي مباشرة إلى القرص. بعد أن شارك مع المذيع، ودعم بعض الأحيان، يمكن لتصميم مسجل الفيديو الرقمي يؤدي إلى بعض السمات، مثل القدرة على استخدام التلفزيون التفاعلي علي البرامج المسجلة، قبل تحميل البرامج، أو تسجيل مباشر مشفر لتيارات من البث الرقمي. ومع ذلك يستطيع أيضا ان يجبر الشركة المصنعة لتنفيذ الإعلانات غير قابلة للتخطي وتنتهي التسجيلات تلقائيا.
في الولايات المتحدة، لجنة الاتصالات الاتحادية قضت بأن تبدأ في 1 يوليو 2007، وسوف يتمكن المستهلك من شراء جهاز فك التشفير من الطرف الثالث للشركة، بدلا من الاضطرار إلى شراء أو استئجار جهاز فك التشفير من شركة الكابل. وهذا الحكم لا ينطبق إلا على «أجهزة الملاحة،» والمعروف باسم جهاز فك تشفير تلفزيون الكابل، وليس على وظائف الأمن التي تتحكم في وصول المستخدم إلى محتوى مشغل الكابل. والأثر الصافي الشامل على مسجلات الفيديو الرقمية والتكنولوجيا المتصلة بها من غير المحتمل أن يكون كبيرا كاستقلال مسجل الفيديو الرقمي المتوافر حاليا في السوق المفتوحة.

### إدخال المستقبلون المزدوج
في عام 2003 قدم العديد من متعهدي الأقمار الصناعية والكابلات الموالف المزدوج لمسجلات الفيديو الرقمية. في المملكة المتحدة، عرض شبكة بي. سكاي أول مسجل فيديو شخصي سكاى بدعم موالف مزدوج في عام 2001. هذه الآلات لديها موالفين في نفس المستقبل لتعمل بشكل مستقل عن بعضها البعض. الاستخدام الرئيسي لهذه الميزة هو القدرة على تسجيل برنامج حي بينما يمكن مشاهده برنامج حي آخر في وقت واحد أو لتسجيل برنامجين في الوقت نفسه في حين يمكن مشاهدة الذي سبق تسجيله. بعض مسجلات الفيديو الرقمى ذات الموالف المزدوج أيضا لديها القدرة على تشغيل التلفزيون في مجموعتين منفصلتين في نفس الوقت. مسجل الفيديو الشخصي المصنع من قبل UEC (ديربان، جنوب أفريقيا) والتي يستخدمها مالتي تشويز (متعدد الاختيارات) الذي لديه القدرة على عرض برنامجين في حين يمكن تسجيل ثالث باستخدام الموالف الثلاثي. مع بعض الأجهزة، مثل مسجل الفيديو اتلانتا العلمية الرقمي 8300DVB، فمن المحتمل لعرض برنامج واحد في حين تسجيل اثنين من البرامج الأخرى وفقا لتفضيل المستخدمين.

## مسجل الفيديو الشخصى لشاشات ال سي دي المتكاملة
مسجلات الفيديو الرقمية تندمج مع شاشات ال سي دي يعرض موجود أيضا. هذه النظم تسمح للمستخدم تبسيط تركيب الأسلاك والتثبيت، ويجب عليهم استخدام جهاز واحد فقط بدلا من اثنين.
هناك أمثلة لأنظمة الأمان تندمج في مثل هذه المسجلات الشخصية الرقمية، وبالتالي، فإنهم قادرون على تسجيل المزيد من تدفقات الإدخال بشكل متواز. مثل هذه الأجهزة يمكن أن تستخدم أيضا كأنظمة المراقبة المقنعة، وعرض الصور أو ملفات الفيديو وعرض نموذجي للتخزين.

## فيسا مسجلات الفيديو الرقمية المتوافقة
فيسا مسجلات الفيديو الرقمية المتوافقة صممت صغيرة وخفيفة بما يكفي لجبل على ظهره من شاشات ال سي دي الذيلديه وصول واضح إلى ثقوب الفيسا متصاعدة (100x100MM). هذا يسمح للمستخدمين استخدام شاشتهم الشخصية لتوفير التكلفة والمساحة.

## أجهزة الكمبيوتر القائمة على مسجلات الفيديو الرقمية
البرمجيات والمعدات المتوفرة والتي يمكن أن تتحول الي أجهزة كمبيوتر شخصية تعمل بنظام التشغيل مايكروسوفت ويندوز، لينكس، وماكنتوش في مسجلات الفيديو الرقمية، وليس خيارا شعبيا لكمبيوتر مسرح المنزل(HTPC) للهواة.

### نظام التشغيل لينكس
هناك العديد من تطبيقات مسجل الفيديو الرقمي المجانية المتاحة للينكس، وقد اطلقت كل مصادر البرمجيات المفتوحة والحرة تحت رخصة جنو العمومية:
- ميث تي في
- في دي ار
- لينكس ام سي اي

التطبيق التجاري والملكي الذي يسمي ساج تي في متاح لتوزيعات لينكس الأكثر شعبية.

### ماكنتوش
صنع الجاتو سلسلة من أجهزة مسجل الفيديو الرقمي تسمي أي تي في. البرامج المتوفرة مع كل جهاز تسمى أيضا أي تي في، وتتوفر بشكل منفصل لاستخدامها في الموالف ذات ثلاث اطراف المتوافق من الشركات المصنعة مثل بيناكل وتيرا تيك، وهاوباج.
ساج تي في توفر برمجيات مسجل الفيديو الرقمي لماك مع بني في تحول المكان لمشاهدة التلفزيون عن بعد، ويبيع وتؤيد الهاباج (HVR-950) وماي تيفي واتش دي هوم ران مع أجهزة وبرمجيات مسجل الفيديو الرقمي. برمجيات ساج تى في تشمل أيضا القدرة على مشاهدة يوتيوب وغيرها من مواقع الفيديو على الإنترنت مع جهاز تحكم عن بعد.
ميث تي في (انظر أعلاه)، يعمل أيضا تحت نظام التشغيل ماكنتوش العاشر، ولكن معظم أجهزة التسجيل المعتمدة توجد حاليا في لينكس فقط. الثنائيات المترجمة مسبقا متاحة لمميث تي في بدايه ونهاية، والسماح لماك بمشاهدة الفيديو من (مراقبة) خادم ميث تي في الذي يعمل بإدارة لينكس.
(أبل) توفر التطبيقات في تطوير برمجيات السلك النارى التي تسمح لأي مجموعة ماك مع منفذ السلك الناري لتسجيل تيار نقل (MPEG) من السلك الناري مربع مجهزة الكابل (على سبيل المثال: موتورولا 62xx، بما في ذلك تيارات [HD]). التطبيقات يمكن ايضاأن تغير القنوات في مربع الكابل عبر واجهة السلك الناري. يمكن فقط بث قنوات يتم تسجيلها في بقية القنوات المشفرة. (أي مسجل) هو برنامج تسجيل مقرر مجانى مستمد من (SDK).

### نظام ويندوز
هناك العديد من تطبيقات مسجل الفيديو الرقمي المجانى المتاحة لمايكروسوفت ويندوز بما في ذلك جي بي-مسجل الفيديو الشخصي، ميديا بورتال، واورب (واجهة نائية على الإنترنت). دي اس كالر أيضا دعم مسجل الفيديو الشخصي في الأعمال.
هناك أيضا العديد من التطبيقات الملكية المتاحة بما في ذلك سايبرلينك، ساج تي في، إلى جانب التلفزيون،بيوند تي في، شو شيفتر، انترفيديو وين دفر، ووحدة R5000 - HD وميديو (الآن انتهى المنتج—ياهو! اشترى الكثير من تكنولوجيا الشركة وتوقف خط ميديو، واعادوا تسمية البرنامج ياهو!، والذي يعدالآن منتج مجانى ولكنها تعمل فقط في الولايات المتحدة).
المركز الإعلامي لويندوز هو برمجيات مسجل الفيديو الرقمى التي تجمعت من قبل مايكروسوفت مع المركز الإعلامي لطبعة ويندوز إكس بي هوم بريميوم / نهاية المطاف إصدارات من ويندوز فيستا، وكذلك معظم إصدارات من ويندوز 7.

## الفيديو المصدر
التلفزيون والفيديو، هي المصطلحات التي تستخدم أحيانا بنفس المعنى، ولكنها تختلف في معناها التقني. الفيديو هو الجزء المرئي من التلفزيون، في حين أن التلفزيون هو مزيج من الفيديو والصوت مجودين في الصعود إلى تردد الموجة الحاملة (أي قناة تلفزيونية) للتسليم. معظم مسجلات الفيديو الرقمية يمكن أن تسجل على حد سواء.

### نظرة عامة على مصادر التناظرية
مسجل الفيديو الرقمي الأول صمم لتسجيل بث التلفزيون في أشكال إن تي إس سي، بال أو سيكام.
وهناك بعض الخطوات المطلوبة لتسجيل إشارة تناظرية. ضبط نغمات بطاقة موالف التلفزيون في وتيرة معينة ومن ثم يعمل بمثابة الإطار المختطف، وكسر في الخطوط الي بكسل فردية وتثبيت قيمتهم إلى الشكل الذي يمكن ان يفهمه الكمبيوتر. ثم سلاسل من الأطر جنبا إلى جنب مع الصوت (وكذلك أخذ عينات وتثبيت قيمتها) يتم ضغطها إلى صيغة معقولة، مثل إم بي إي جي 2، وعادة في مجال البرمجيات.

#### البث التناظري نسخة الحماية
العديد من مستهلكي مسجلات الفيديو الرقمية ذات الإنتاج الضخم تنفذ نسخة نظام للحماية، يسمي CGMS-A أو نظام إدارة إنشاء النسخة - التناظرية. هذا بترميز زوج البتات في (VBI) من إشارة الفيديو التناظرية التي تحدد واحد من الإعدادات التالية:
- النسخ مسموح به مجانا
- نسخ محظور
- نسخة واحدة فقط من هذه المواد قد يكون أدلى
- هذا هو نسخة من المواد التي كانت نسخة واحدة فقط المسموح بها، بحيث لا توجد نسخ أخرى مسموح بها.

CGMS-A، وهناك معلومات قد تكون موجودة في الإشارات التناظرية للبث التلفزيوني، ويتم الحفاظ عليها عندما تكون إشارة يتم تسجيلها وتشغيلها مرة أخرى بواسطة جهاز فيديو تمثيلي، والتي بالطبع لا يفهمون معاني البتات. ولكن القيود التي لا زالت نافذة المفعول عند محاولة نسخ الشريط إلى مسجل الفيديو الشخصي.

### نظرة عامة على المصادر الرقمية
الإشارات الرقمية المسجلة هي عموما التقاط مباشر لبيانات إم بي إي جي الثنائية التي تم استقبالها. ولا يتطلب تثبيت وتركيز الإشارة أجهزة باهظة الثمن (مثلما يفعل ذلك البث التليفزيونى في الاستوديو).
أجهزة الفيديو الموجودة في السوق منذ 2006 ليست قادره علي التقاط وضبط المدى الكامل للإشارة المرئية المتاحة مع الإذاعة المرئية العالية الوضوح(HDTV). ويرجع هذا بشكل كبير الي ان مقاييس HDTV تم انهائها في وقت لاحق عن مقاييس الفيديوهات الرقمية ومع ذلك فان الفيديوهات الشخصية ما زال يمكن استخدامها (وان كان ذلك مع انخفاض الجودة البصرية)مع HDTV منذ ان أصبحت الHDTV المتاحه حاليا لديها أيضا مقاييس اتصالات.

#### بث هيئة أنظمة التلفزيون المتطوره
الإرسال التليفزيونى لهيئة أنظمة الاذاعة المرئية المتطورة قد استخدم في البداية في أمريكا الشمالية تدفق بيانات هيئة أنظمة التلفزيون المتطوره يمكن تسجيلها مباشرة بواسطة مسجل الفيديو الرقمى (DVR)، على الرغم من العديد من ال (DVR) يسجل جزء من هذه البيانات (التي يمكن أن تحول لاحقا إلى دى قي دى. مسجلات الفيديو الرقمية لهيئة أنظمة التلفزيون المتطوره وستكون أيضا بمثابة جهاز فك التشفير، حيث ستمكن أجهزة التليفزيون القديمة وأجهزة المراقبة من استقبال بث التليفزيون الرقمي.

##### حماية النسخ
لجنة الاتصالات الاتحادية الأمريكية حاولت الحد من قدرات مسجلات الفيديو الرقمية عن طريق التحكم في «مدى البث». مسجلات الفيديو الرقمية التي لم تكن قد حصلت على اجازة مسبقة من لجنة الاتصالات الفدرالية للحصول على حق استخدامها، تم منع تداولها بين الولايات اعتبارا من يوليو 2005. وقد تم عمل اضطراب في التحكم في 6 مايو 2005.

#### DVB
التلفزيون الرقمي بث فيديو رقمي يحتوي على إشارات سمعية / بصرية والتي تبث خلال الهواء في صورة رقمية بدلا من الصورة التناظرية. ويمكن تسجيل البيانات التي تبث عن طريق ال DVB بواسطة مسجل الفيديو الرقمى.

#### الكبل الرقمي / الفضائية
تسجيل إشارات الأقمار الصناعية أو الكابل الرقمي على جهاز تسجيل الفيديو الرقمي يمكن أن يكون أكثر تعقيدا من تسجيل الإشارات التناظرية أو بث الإشارات الرقمية. هناك عدد من طرق النقل المختلفة، البث خلال الفيديو عادة ما تكون مشفر لمنع الناس من مشاهدة المحتوى دون دفع رسوم الاشتراك.
القمر الصناعي أو كابل فك الشفرة يقوم بأمرين اثنين. أولا، يفك شفرة الإشارات. الثانية، أنه يترجم بث ال MPEG إلى إشارة تناظرية للعرض على شاشات التلفزيون. من أجل تسجيل إشارات الأقمار الصناعية الرقمية يجب أن تحصل على الإشارة بعد أن يتم فكها، ولكن قبل أن يتم فك الشفرة (بين الخطوتين الأولى والثانية)؛ وهذه هي الطريقة التي يعمل بها جهاز مسجل الفيديو الرقمى كجهاز فك شفرة.
مقدمي خدمات الأقمار الصناعية في كثير من الأحيان ما يقدمون مسجلات الفيديو الرقمية الخاصة جنبا إلى جنب مع خطة الخدمة. هذه المسجلات الرقمية يمكنها التقاط إشارات الفيديو المشفرة، وسوف تدعم القيود التي يضعها موفروا الخدمة على الحصول نسخة من المواد خارج حدود الباقة.

#### الدي ڤي دي
المسجلات الرقمية القائمة على الدي في دي لها القدرة على نسخ المحتوى من مصدر للدي في دي. في الولايات المتحدة، هذا أمر غير مسموح به بموجب قانون حقوق الطبع والنشر الرقمية إذا كان القرص مشفر. لذلك فان العديد من هذه المسجلات الرقمية ان تسمح بتسجيل بث الفيديو من اقراص الأفلام المشفرة.

#### كاميرات الفيديو الرقمية
الكاميرا الفيديو الرقمية تجمع بين الكاميرا ومسجل الفيديو الرقمي.
بعض المسجلات الرقمية القائمة على الدي في دي تحتوى على دامج روابط الذي يمكن أن يستخدم لالتقاط الفيديو الرقمي من الكاميرا. هناك بعض التعديلات على الدي في دي، مثل إضافة نقطة الفصل.
بعض مسجلات الفيديو الرقمية يمكن الآن ان تسجل على بطاقات الذاكرة الصلبة الصغيرة. هناك بعض مسجلات الفيديو الرقمية التي تجمع بين الفيديو والرسومات في نفس الوقت على البطاقات الصغيرة، مثل شريط فيديو من الRacelogic  والتي تأخذ العديد من مدخلات الكاميرا متعددة مع الرسومات ويقوم بدمجهم في فيلم فيديو واحد.

## التطبيقات الأمنية
مسجلات الفيديو الرقمية التي تستخدم لأغراض أمنية مادية يمكنها تسجيل إشارات الفيديو من خلال كاميرات دوائر تلفزيونية مغلقة لأغراض الكشف والتوثيق. كثيرة منها مصمم لتسجيل الصوت كذلك. لقد تطورت أجهزة مسجلات الفيديو الرقمية إلى أجهزة ذات تركيب اعقد وتوفر خدمات تتجاوز مجرد التسجيل البسيط لصور الفيديو التي كانت تتم سابقا من خلال أجهزة الفيديو. نظام الدوائر التلفزيونية المغلقة القائمة على مسجلات الفيديو الرقمية توفر العديد من الوظائف المتطورة عن التي تقدمها مسجلات الفيديو الرقمية فقط بما في ذلك البحث عن ملفات الفيديو اما بالحدث، الوقت، التاريخ والكاميرا. وهناك أيضا المزيد من السيطرة على الجودة والسرعة مما يتيح استخدام مساحة القرص على الوجه الأمثل. كما أن المسجل الرقمى يمكن ان يستخدم لاستبدال اللقطات القديمة عندما يصبح القرص ممتلئ. في بعض الأنظمة الأمنية القائمة على مسجل الفيديو الرقمى، الحصول على اللقطات السرية من المصادر البعيدة يمكن ان يحدث عن طريق ربط المسجل بشبكة الإنترنت أو الشبكة المحلية. أيضا يقوم فيديو NEXT يقوم بمراقبة نظام التشغيل ماك العاشر
بعض مسجلات الفيديو الرقمية المتطورة تقوم بعمل تحليلى ثابت للفيديو، حيث تساعد على بعض الوظائف مثل الشرارة الظاهرية أو حتى الكشف عن الأجسام المهجورة على الساحة.
أجهزة المسجلات الرقمية الأمنية يمكن تصنيفها على أنها إما مرتبطة بأجهزة الكمبيوتر أو ضمنية. أجهزة الفيديو الرقمية المرتبطة بالكمبيوتر لها شكل تقليدى يتكون من كمبيوتر شخصى تقليدى معه بطاقة التقاط فيديو مصممة لالتقاط صور الفيديو. أجهزة الفيديو الرقمية الضمنية، مصممة خصيصا كجهاز تسجيل فيديو رقمي بحيث ان نظام التشغيل والبرامج التطبيقية توجد متضمنة في برامج ثابتة أو ذاكرة للقراءة فقط.

### ميزات الأجهزة
خصائص أجهزة المسجلات الرقمية الأمنية تختلف على حسب المصنع ويمكن أن تشمل على ولكن لا تقتصر بالضرورة على
- مصممة على شكل تصاعدى أو مكونات سطح المكتب.
- مدخلات الفيديو اما واحدة أو متعددة مع أنواع من الموصلات التي تتسق مع الفيديو الرقمي في اشكال مثل الكابل متحد المحور، زوج ملتوي أو كابل ألياف ضوئية. ارقام المدخلات الأكثر شيوعا هي 1، 2، 4، 8، 16 و32. قد تكون النظم متوافقة مع عدد كبير جدا من المدخلات عن طريق الربط الشبكي أو ربط المسجلات الرقمية الفردية معا.
- ربط مخرجات الفيديو لكل مدخل والتي تضاعف إشارة الإدخال للفيديو ونوع الرابط. إشارات الإخراج هذه تستخدم في أجهزة الفيديو الأخرى مثل المحولات المصفوفة، الكاشفات، وشاشات الفيديو.
- المخرجات المحوكمة لشاشات عرض الفيديو الخارجية.
- لوحة المفاتيح والمؤشرات الامامية التي تسمح بالتحكم في الخصائص المختلفة للجهاز.
- الاتصال بشبكة الإنترنت بما يتفق مع نوع الشبكة والتي تستخدم في التحكم في خصائص المسجل لإرسال و/أو استقبال إشارات الفيديو.
- الاتصال بأجهزة المراقبة الخارجية مثل لوحات المفاتيح.
- الاتصال بأجهزة التكبير الخارجية التي تتحكم في وضع الكاميرات.
- الاشرطة مثل الاشرطة المدمجة، اشرطة الدي في دي، اشرطة أجهزة الفيديو التي تستخدم لتسجيل الفيديو.
- الاتصال بوسائط التخزين الخارجية.
- مدخلات حالات الإنذار من أجهزة الكشف الأمنية الخارجية، وعادة واحدة لكل مدخل.
- مخرجات حالات الإنذار من خصائص الكشف الداخلية مثل الكشف عن أي حركة أو فقدان الفيديو.

### خصائص البرنامج
خصائص البرنامج تتفاوت بين المصنعين ويمكن أن تشمل ولكن لا تقتصر بالضرورة على
- اختيار المستخدم لمعدلات التقاط الصور إما على أساس الإدخال مرة واحدة أو الإدخال خطوة بخطوة. ويمكن برمجة معدل الالتقاط على الضبط التلقائى للالتقاط عند وقوع إنذار خارجي أو حدث داخلي.
- اختيار نقاء الصورة إما على أساس الإدخال مرة واحدة أو الإدخال خطوة بخطوة. خاصية نقاء الصورة يمكن برمجتها على الضبط التلقائى للنقاء عند وقوع إنذار خارجي أو حدث داخلي.
- أساليب الضغط تحدد جودة إعادة المشاهدة. أجهزة الضغط H.264 تتيح معدلات نقل سريعة عبر الإنترنت للفيديوهات ذات جودة عالية.
- كشف الحركة: بناء على أساس الإدخال خطوة بخطوة، هذه الخاصية تحدد الحركة في الصورة كلها أو لجزء منها اختاره المستخدم وعادة ما توفر إعدادات حساسية. هذا الكشف ينتج عنه حدث داخلي قد يكون مخرج لجهاز خارجى و/ أو استخدامه من أجل إحداث تغييرات في ملامح داخلية أخرى.
- عدم وجود كشف الحركة. بناء على أساس الإدخال خطوة بخطوة، هذه الخاصية تسمحبتحديد حركة جسم معين في مجال العرض ويبقى على هذا الحال لوقت يحدده المستخدم. هذا الكشف ينتج عنه حدث داخلي قد يكون مخرج لجهاز خارجى و/ أو استخدامه من أجل إحداث تغييرات في ملامح داخلية أخرى.
- اتجاه كشف الحركة. بناء على أساس الإدخال خطوة بخطوة، هذه الخاصية تحدد اتجاه الحركة في الصورة والتي تم تحديدها من قبل المستخدم في أي حادث غير مقبول. هذا الكشف ينتج عنه حدث داخلي قد يكون مخرج لجهاز خارجى و/ أو استخدامه من أجل إحداث تغييرات في ملامح داخلية أخرى.
- توجيه إدخال الفيديو إلى شاشات عرض فيديو بناء على مدخلات المستخدم أو تلقائيا بناء على إنذارات أو أحداث.
- دمغ المدخلات والوقت والتاريخ.
- التنبيه وتسجيل الحدث على مدخل فيديو مناسب.
- ناقوس الخطر والبحث عن الحدث.
- قناة أو أكثر لتسجيل الصوت.
- المحفوظات.
- القفز التجاري. غير خاصية التقدم بسرعة من خلال الإعلانات التجارية، هناك خاصية أخرى لل TiVo box غير موثقة وهي ان المستخدم يمكنه برمجة زرار نهاية العرض عن طريق ضبط مجموعة من الأزرار على الريموت: اختيار -تشغيل- لاختيار - 3 - 0 - واستمع لرسالة تاكيدية ان الخاصية تعمل (أو لا تعمل). زر نهاية التبويب لا يقفز إلى نهاية التسجيل عندما يكون منشيط: إنه يتخطى 30 ثانية، وهو طول الاعلانات التجارية في الولايات المتحدة. مع وجود زر الترجيع ل 8 ثواني، معظم المشاهدين يمكنهم تماما تخطى الفواصل التجارية في البرامج.

## مسائل الخصوصية
بعض المسجلات الرقمية المتصلة بشبكة الإنترنت يمكنها جمع البيانات في وقت قصير على مواقع مشاهدة المستخدم.

## مستقبل الاعلانات التلفزيونية
مسجلات الفيديو الرقمية غيرت أيضا من أسلوب البرامج التلفزيونية في الدعاية عن البضائع. رؤية البرامج المسجلة مسبق تسمح للمستخدم ان يمر سريعا إلى الأمام من خلال الإعلانات التجارية، وبعض التكنولوجيا تسمح للمستخدم بازالة الاعلانات تماما. هذا الملمح ظل مثيرا للجدل على مدى العقد الماضي، مع كبرى شبكات التلفزة واستوديوهات السينما بدعوى أنه ينتهك حقوق التأليف والنشر وينبغي حظره.
في عام 1985، موظف في شركة هانيويل لمركز العلوم الفيزيائية، يدعى ديفيد رافنر، أول من وصف مسجل فيديو رقمى مرتبط بقرص مصمم للتسجيل التليفزيونى المنزلى، موفرا للوقت، ومتخطيا للاعلانات التجارية. براءة الاختراع 4.972.396 بالولايات المتحدة ركزت على تصميم متعدد القنوات للسماح للتسجيل والتشغيل في وقت واحد. التطورات المستقبلية المتوقعة لمسجلات الفيديو الرقمية، تشير إلى إمكانية ضغط البث، التحرير، المراقبة الأمنية متعددة القنوات، منصات الاستشعار العسكرية، والمركبات الموجهة عن بعد.
مسجلات الفيديو الرقمية الأولى والتي صممت لتخطى أو لا زالة الاعلانات كانت تستخدم لاعادة المسلسلات التليفزيونية ذات ال 4000 وال 5000 حلقة. في عام 2002 قام خمسة من مالكى مسجلات الفيديو التي تعيد البرامج التليفزيونية برفع دعوى قضائية ضد شبكات التلفزيون الرئيسية، والاستوديوهات السينمائية، مطالبين القاضي الاتحادي بدعم حقوق المستهلكين لتسجيل البرامج التلفزيونية وتخطي الإعلانات التجارية مدعين وجود مزايا مثل تخطي الاعلانات التجارية مما يساعد الآباء على حماية أطفالهم من الاستهلاك المفرط. وقد انتهت شركات إعادة البث التليفزيونى باشهار افلاسها في عام 2003 بعد محاربتها لرفع دعوى التعدي على حق المؤلف ضد إمكانية تخطي الإعلانات التجارية.
حاليا، مركز ويندوز للاعلام لديه القدرة على تخطي الإعلانات التجارية بعد تركيب طرف ثالث يسمى "DVRMSToolbox"(وهو غير معتمد من قبل مايكروسوفت).
هناك برنامج سيطرة يسمى (Comskip) يقوم بكشف الاعلانات التجارية في ملف MPEG - 2، ويحفظ موقعها على ملف نصي. هذا الملف يمكن تغذيته بعد ذلك إلى البرامج ليقوم بإزالة الإعلانات فعليا.
يتوقع الكثيرون أن الإعلانات التلفزيونية سيتم القضاء عليها تماما، والاستعاضة عنها بالإعلان في البرامج التلفزيونية نفسها. على سبيل المثال،اكستريم ميك اوفر للإصدار المنزلية تعلن عن سيرز، كنمور، كولر، وهوم ديبوت باستخدام المنتجات الواردة من هذه الشركات، وبعض الأحداث الرياضية مثل كأس سباق ناسكار وتتم تسمية من قبل مقدمي الخدمة.
نوع آخر من الإعلان الأكثر شيوعا، والتي تستخدم غالبا للإعلان البرامج التلفزيونية على القناة نفسها، حيث يتم الإعلان في أسفل شاشة التلفزيون، حاجبا جزءا من الصورة. «الرايات»، أو «الشعار»، كما يطلقون عليها، تسمى من قبل شركات وسائط الإعلام بالأحداث الثانوية (2E). والتي كثيرا ما تستخدم في التحذيرات الشديدة بأحوال الطقس. في بعض الأحيان تشغل 5-10 ٪ فقط على الشاشة، ولكن في الحالات القصوى، يمكن أن تشغل إلى ما يقرب من 25 ٪ من مساحة العرض. بل ان البعض يحدث ضجيجا أو يتحرك عبر الشاشة. مثال لهذه الإعلانات وضع ثلاثة أقمار فوق ميلفورد في الأشهر التي سبقت عرضه الأول. شريط الفيديو الذي يشغل حوالي 25 ٪ من أسفل اليسار من الشاشة يظهر في صورة مذنب ضاغطا على القمر مع حدوث انفجار مصاحب، خلال برنامج تلفزيوني آخر.
نتيجة لاستخدم هذه التكنولوجيا الرائدة على نطاق واسع، يبحث صاحبى الاعلانات الآن عن طريقة جديدة لتسويق منتجاتهم على شاشة التلفزيون. في مقتطف من مجلة، ذكر ما يلي : "لان صاحبى الاعلانات تفقد القدرة على اقتحام منازل، وعقول المستهلكين، فسوف يضطرون إلى الانتظار للحصول على دعوة. وهذا يعني أن عليهم أن يعرفوا ما هي أنواع المحتويات الاعلانية التي يحتاجها المستهلك ويكون على استعداد للبحث عن والحصول عليها.
نظرا لتخطي الإعلانية واهمية الوقت لبعض الاعلانات، فان بعض صاحبى الاعلانات قلقين من شراء اوقات تجارية في برامج تحمل على المسجلات الرقمية بشكل كبير. ومع ذلك، فان المسجلات الرقمية تسمح بادراج الاعلانات بالفعل. صاحبى الاعلانات يمكنهم دمج اعلانات وقتية للبرامج المسجلة حيث يمكن عرضها عند مشاهدة. بهذه الطريقة سيصبح الإعلان لا يعرض فقط في الوقت المناسب، بل أيضا بناء على رغبة المشاهدين. يبقى أن نرى ما إذا كان المستهلك يرغب في مشاهدة مثل هذه الاعلانات.

## دعاوى براءات الاختراع وحقوق التأليف والنشر القضائية
يوم 14 يوليو، 2005، اقامت بعض شبكات الإنترنت دعاوى قضائية ضد العديد من الشركات التي تزعم بعض الانتهاكاتU.S. Patent 6٬285٬746، تحت عنوان «أنظمة الفيديو المتحكم بها بالكمبيوتر التي تتيح إعادة الاستماع أثناء التسجيل». وشملت هذه الشركات ايكوستار، دايركتف لمواثيق الاتصالات، كوكس للاتصالا، كومكاست، تايم وارنر، وكيبل واحد.
اتلانتا العلمية وموتورولا، مصنعة المعدات المباعة من قبل الشركات المذكورة أعلاه، رفعت دعوى قضائية مضادة ضد شبكات الإنترنت مدعية أن منتجاتها لا تنتهك براءات الاختراع، وبراءة الاختراع غير صحيحة. وقد ضمت الحالتان إلى حالة واحدة 6:06-cv-208، وقدمت في محكمة مقاطعة الولايات المتحدة للمنطقة الشرقية من ولاية تكساس، شعبة تايلر.
طبقا لوثائق المحكمة، في 20 يونيو، 2006، طلبت شركة موتورولا ان مكتب الولايات المتحدة للبراءات والعلامات التجارية يعيد النظر في براءة الاختراع، والتي قدمت لأول مرة في عام 1991، ولكن تم تعديلها عدة مرات.
يوم 23 مارس 2007 نظم الاقمارالصناعية كيبل كورب خسرت معركة قانونية ضد العديد من استوديوهات هوليوود وشبكات التلفزيون لتوفير خدمة مسجلات الفيديو الرقمية متصلة بالنت لعملائها. ولكن في 4 أغسطس 2008، فازت في الطعن القضائى. السيد جون ووكر الابن، وهو قاضي الدائرة الثانية، أعلن ان التكنولوجيا «لن تؤثر بالسلب مباشرة» على حقوق شركات وسائط الإعلام. الطعن الموجه إلى المحكمة العليا تم رفضه.
في المحكمة، قام دفاع شركات وسائط الإعلام على ان مسجلات الفيديو الرقمية المتصلة بالنت تعادل فيديو تحت الطلب وأنها ينبغي أن تحصل على رسوم الترخيص للتسجيل. كيبل ومحكمة الاستئناف اختلف. وأشارت الشركة إلى أن كل مستخدم يستطيع تسجيل البرامج على موقعه الخاص، محولا ايه إلى مسجل فيديو رقمى ذات سعة عالية جدا."

## وصلات خارجية
- كيف يعمل دفر.
- التجاري لتخطي التكلفة 8 مليارات دولار في الاعلانات التلفزيونية لهذا العام؟
- تجاري تخطي 'لصوص' مقاضاة المتهمين -- معجبين من Sonicblue الإضراب والعتاد إلى الوراء على عمالقة الترفيه